# Puchar Świata w lotach narciarskich 2020/2021
Główny artykuł: Puchar świata w skokach narciarskich 2020/2021.
Puchar Świata w lotach narciarskich 2020/2021 – 24. sezon Pucharu Świata w lotach narciarskich, stanowiącego część Pucharu Świata w skokach narciarskich. Rozpoczął się 25 marca 2021 konkursem w Planicy, a zakończył się trzy dni później, 28 marca 2021 także w Planicy. Zaplanowane były cztery konkursy indywidualne oraz dwa drużynowe, jednak zawody w Vikersund zostały odwołane z powodu zagrożenia wirusem SARS-CoV-2. Konkurs indywidualny z Vikersund został przełożony do Planicy.

## Zwycięzcy

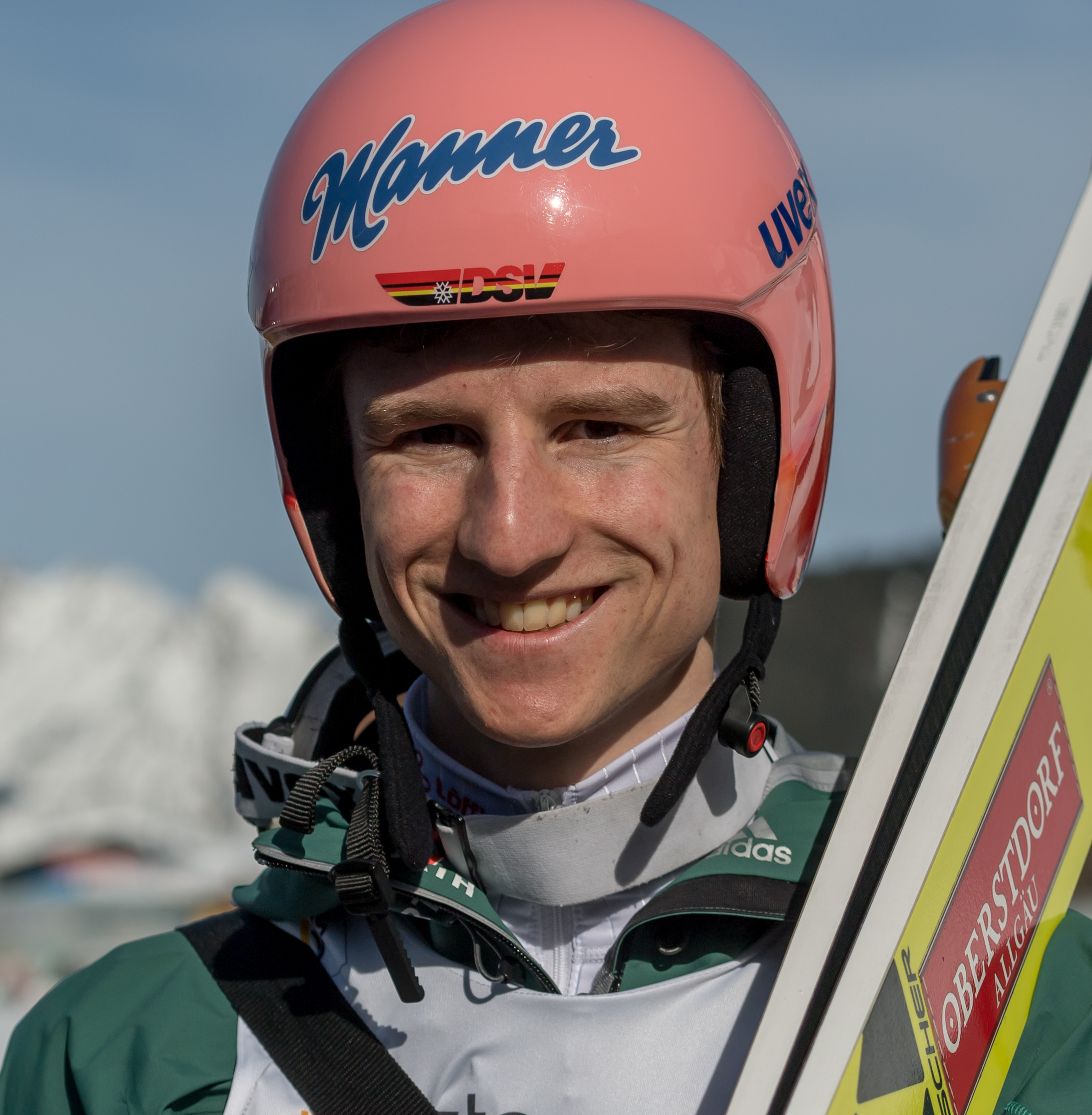
Karl Geiger – zwycięzca klasyfikacji Pucharu Świata w lotach narciarskich 2020/2021

## Kalendarz zawodów
| Lp                                            | Data                                          | Miejscowość                                   | HS                                            | Szczegóły                                     | Uwagi                                         | 1. miejsce                                                                        | 2. miejsce                                                                        | 3. miejsce                                                                     |
| --------------------------------------------- | --------------------------------------------- | --------------------------------------------- | --------------------------------------------- | --------------------------------------------- | --------------------------------------------- | --------------------------------------------------------------------------------- | --------------------------------------------------------------------------------- | ------------------------------------------------------------------------------ |
|                                               | 20 marca 2021                                 | Vikersund                                     | HS240                                         | szczegóły                                     | RA, loty, nocny, druż.                        | odwołany                                                                          | odwołany                                                                          | odwołany                                                                       |
|                                               | 21 marca 2021                                 | Vikersund                                     | HS240                                         | szczegóły                                     | RA, loty, nocny                               | odwołany                                                                          | odwołany                                                                          | odwołany                                                                       |
| 1.                                            | 25 marca 2021                                 | Planica                                       | HS240                                         | szczegóły                                     | loty                                          | Ryōyū Kobayashi                                                                   | Markus Eisenbichler                                                               | Karl Geiger                                                                    |
| 2.                                            | 26 marca 2021                                 | Planica                                       | HS240                                         | szczegóły                                     | P7, loty                                      | Karl Geiger                                                                       | Ryōyū Kobayashi                                                                   | Bor Pavlovčič                                                                  |
| 3.                                            | 28 marca 2021                                 | Planica                                       | HS240                                         | szczegóły                                     | P7, loty, druż.                               | Niemcy 1. Pius Paschke 2. Constantin Schmid 3. Markus Eisenbichler 4. Karl Geiger | Japonia 1. Naoki Nakamura 2. Junshirō Kobayashi 3. Yukiya Satō 4. Ryōyū Kobayashi | Austria 1. Daniel Huber 2. Markus Schiffner 3. Stefan Kraft 4. Michael Hayböck |
| 4.                                            | 29 marca 2021                                 | Planica                                       | HS240                                         | szczegóły                                     | P7, loty                                      | Karl Geiger                                                                       | Ryōyū Kobayashi                                                                   | Markus Eisenbichler                                                            |
| Puchar Świata w lotach narciarskich 2020/2021 | Puchar Świata w lotach narciarskich 2020/2021 | Puchar Świata w lotach narciarskich 2020/2021 | Puchar Świata w lotach narciarskich 2020/2021 | Puchar Świata w lotach narciarskich 2020/2021 | Puchar Świata w lotach narciarskich 2020/2021 | Karl Geiger                                                                       | Ryōyū Kobayashi                                                                   | Markus Eisenbichler                                                            |